# Nhà Triều Tiên
Nhà Triều Tiên (tiếng Hàn: 조선왕조; Hanja: 朝鮮王朝; Romaja: Joseon wangjo; McCune–Reischauer: Chosŏn wangjŏ; Hán-Việt: Triều Tiên vương triều; tiếng Hàn trung đại: 됴ᇢ〯션〮 Dyǒw syéon hoặc 됴ᇢ〯션〯 Dyǒw syěon) hay còn gọi là Triều Tiên Lý Thị (tiếng Hàn: 조선리씨; Hanja: 朝鮮李氏; Romaja: Joseon Lissi; McCune–Reischauer: Chosŏn Lissi), Bắc Triều Tiên gọi là Triều Tiên Phong kiến Vương triều (tiếng Hàn: 조선봉건왕조; Hanja: 朝鮮封建王朝; Romaja: Joseon bonggeon wangjo; McCune–Reischauer: Chosŏn bonggŏn wangjŏ) là một triều đại được thành lập bởi Triều Tiên Thái Tổ Lý Thành Quế và tồn tại hơn 5 thế kỷ. Triều đại này được thành lập sau khi Lý Thành Quế lật đổ nhà Cao Ly tại Khai Thành. Khi đó, tên của vương quốc cũng được đặt lại theo tên của vương triều và kinh đô được dời về Hán Thành (Seoul ngày nay) và các đường biên giới phía cực bắc của vương quốc được mở rộng đến các đường biên giới tự nhiên tại sông Áp Lục và sông Đồ Môn (sau cuộc chinh phục người Nữ Chân). Nhà Triều Tiên là triều đại phong kiến cuối cùng trong lịch sử Triều Tiên. Đây cũng là vương triều theo Nho giáo tồn tại lâu nhất trên thế giới.
Trong thời kỳ trị vì của mình, nhà Triều Tiên củng cố sự thống trị của mình trên toàn lãnh thổ Triều Tiên, đề cao Nho học, du nhập văn hóa Trung Hoa và hạn chế Phật giáo, có lúc còn bức hại tôn giáo này. Nhà Triều Tiên bước vào thời kỳ phát triển huy hoàng nhất của nền văn hóa cổ điển Triều Tiên, về thương mại, khoa học, văn học và kỹ thuật . Tuy nhiên, nhà Triều Tiên nhanh chóng suy yếu vào cuối thế kỷ 16 và đầu thế kỷ 17 sau cuộc tấn công xâm lược của Nhật Bản và sau đó là nhà Mãn Thanh, điều này biến Triều Tiên thành một nước phiên thuộc của đế quốc Đại Thanh và dẫn tới chính sách bế quan tỏa cảng, cô lập với thế giới bên ngoài. Sau khi trở thành một thuộc quốc của triều đình Mãn Thanh, nhà Triều Tiên có được một thời kỳ yên bình kéo dài gần 2 thế kỷ.
Tuy nhiên, mọi sự hồi phục mà vương quốc Triều Tiên có được trong thời gian hòa bình đã sớm tan biến vào giữa thế kỷ 19. Nhà Triều Tiên nhanh chóng phải đối mặt với những khó khăn ngày càng chồng chất: mâu thuẫn trong nước, tranh chấp quyền lực, áp lực quốc tế, khởi nghĩa và thế là nhà Triều Tiên suy sụp nhanh chóng vào cuối thế kỷ thứ 19. Năm 1895, nhà Triều Tiên buộc phải ký một hiệp định quy định việc độc lập hoàn toàn khỏi triều đình Mãn Thanh sau khi Nhật Bản chiến thắng trong Chiến tranh Trung-Nhật lần thứ nhất, buộc Trung Quốc phải ký Hiệp ước Shimonoseki. Từ năm 1897 đến 1910, Triều Tiên mang quốc hiệu mới: Đại Hàn Đế quốc nhằm minh chứng cho nền độc lập của mình, rằng từ nay Triều Tiên không còn phụ thuộc vào nhà Thanh nữa. Tuy nhiên, vua Triều Tiên thực ra chỉ còn là bù nhìn của quân Nhật. Nhà Triều Tiên nhanh chóng cáo chung vào năm 1910 khi đế quốc Nhật Bản buộc người Triều Tiên ký Điều ước sáp nhập Triều Tiên vào Nhật Bản và biến Triều Tiên thành một lãnh thổ thuộc địa của Nhật Bản.
Nhà Triều Tiên đã để lại một di sản khổng lồ cho nền văn hóa Triều Tiên: nhiều nghi thức xã giao, phong tục tập quán, các quan điểm về mặt xã hội lưu truyền đến các thế hệ con cháu ngày nay, và thậm chí ngôn ngữ Triều Tiên đương đại cùng những phương ngữ của nó bắt nguồn từ những suy nghĩ và quan điểm truyền thống hình thành từ thời nhà Triều Tiên. Ngày nay, tên gọi "bán đảo Triều Tiên" và quốc hiệu Cộng hòa Dân chủ Nhân dân Triều Tiên lấy chính là kế thừa từ triều đại này.

## Lịch sử

### Thành lập

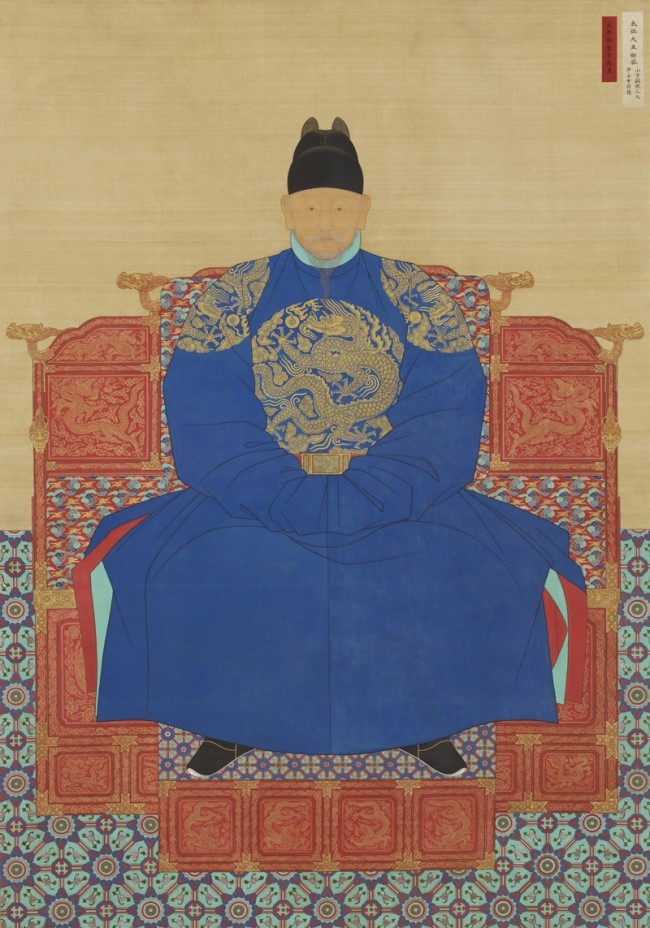
Chân dung của Lý Thành Quế tức vua Thái Tổ, người sáng lập nhà Triều Tiên.

Vào cuối thế kỷ 13, nhà Cao Ly do Vương Kiến (Wang Kǒn, 왕건, 王建) thành lập năm 918 đang lung lay dữ dội, thật ra nền tảng của triều đại này đã sụp đổ ngay từ lúc Cao Ly bị nhà Nguyên chiếm đóng và biến thành một phiên quốc của họ. Nhưng vào cuối thế kỷ 14, nhà Nguyên bị nhà Minh đánh đuổi khỏi Trung Quốc; lúc này triều đình Cao Ly chia làm hai phe với hai đường lối đối ngoại trái ngược nhau: phe theo nhà Minh do tướng Lý Thành Quế đứng đầu và phe theo nhà Nguyên do Tể tướng Thôi Vinh (Ch'oe Yŏng, 최영, 崔榮) đứng đầu. Khi một sứ thần của nhà Minh đến Cao Ly năm 1388 (năm U Vương thứ 14) để đòi lại một phần quan trọng của lãnh thổ phía bắc Cao Ly, Thôi Vinh liền chớp lấy cơ hội này hạ lệnh tấn công cướp lấy bán đảo Liêu Đông (lâu nay Cao Ly luôn tự nhận mình có quyền thừa kế trực tiếp của vương quốc Cao Câu Ly xưa; vì vậy họ xem phần đất của Cao Câu Ly cũ tại Mãn Châu cũng là đất của Cao Ly).
Lý Thành Quế được chọn là người chỉ huy chiến dịch này; nhưng sau đó Lý nổi loạn, không phục tùng mệnh lệnh. Ông dẫn quân về kinh đô Khai Thành và thực hiện một cuộc đảo chính, lật đổ U Vương (U-wang, 우왕, 禑王) và người kế vị của ông ta là Xương Vương (Ch'ang wang, 창왕, 昌王) (1388) và dùng vũ lực đưa một nhân vật thuộc vương tộc tên là Vương Dao (Wang Yo, 왕요, 王瑤) lên ngôi lấy hiệu là Cung Nhượng Vương (Kongyang wang, 공양왕, 恭讓王). Sau đó U Vương và cả Xương Vương đều bị giết chết sau một nỗ lực không thành nhằm giành lại quyền lực đã mất. Cuối cùng, năm 1392, Lý Thành Quế lật đổ Cung Nhượng Vương, đày ông ta đến Nguyên Châu (Wŏnju,원주, 原州) và chiếm lấy ngôi vua. Nhà Cao Ly chính thức cáo chung sau gần 5 thế kỷ cầm quyền.
Ban đầu, Lý Thành Quế (nay là vua Thái Tổ) vẫn tiếp tục dùng tên Cao Ly cho vương quốc của mình, ông dự tính rằng người chủ vương quốc này chỉ thay đổi từ dòng họ Vương vào tay dòng họ Lý, từ đó duy trì một vỏ bọc hoàn hảo về sự tiếp nối của truyền thống Cao Ly sau 5 thế kỷ. Tuy nhiên, Lý Thành Quế đã phải đối phó với quá nhiều cuộc nổi loạn của giới quý tộc Quyền môn (Kwŏnmun, 권문, 權門) - những kẻ dù thực lực đã suy yếu nhiều nhưng vẫn quyết tâm khôi phục lại địa vị vương tộc cho dòng họ Vương - cộng với việc triều đình mới do ông dựng nên đã tạo ra một không khí quá khác biệt so với triều đình Cao Ly cũ. Tất cả những điều này đủ để mọi người cảm thấy cần phải có một vương triều mới nhằm nhấn mạnh tất cả mọi sự thay đổi này. Vì vậy, năm 1393, Lý Thành Quế lập ra nhà Triều Tiên (với ý nghĩa hồi sinh lại nhà nước Cổ Triều Tiên 4000 năm trước) và đổi tên của quốc gia thành Đại Triều Tiên quốc (大朝鮮國). Ông cũng dời đô về Hán Thành, thủ đô hiện nay của Hàn Quốc.
Khi xin nhà Minh sắc phong vào năm 1393, Lý Thành Quế e nhà Minh phản đối việc Lý Thành Quế quyết tâm chọn quốc hiệu là Triều Tiên, nên đề xuất thêm một tên gọi khác là Hòa Ninh (lấy từ tên trang ấp của cha mình là Lý Tử Xuân). Minh Thái Tổ sau khi biết cái tên Triều Tiên có nguồn gốc từ chữ Triều Nhật Tiên Minh (nghĩa là "buổi sáng trong lành") liền quyết định chọn tên Triều Tiên, nhưng chỉ phong Lý Thành Quế là Quyền Tri Triều Tiên Quốc Sự. Mãi đến năm 1401, nhà Minh mới phong Triều Tiên Thái Tông là Triều Tiên Quốc Vương.

### Xung đột
Ngay khi triều đình mới được tuyên bố thành lập và chính thức tồn tại, Thái Tổ đã gây tranh cãi trong vấn đề chọn người nối nghiệp. Mặc dù vương tử thứ năm, Tĩnh an Đại quân Lý Phương Viễn (Yi Pang-wŏn, 이방원, 李芳遠), con của Thái Tổ với Thần Ý vương hậu (Sinŭi, 신의왕후, 神懿王后), là người có công nhiều nhất trong việc giúp đỡ cha mình gia tăng quyền lực, Phương Viễn luôn nuôi mối thâm thù với hai đồng minh chủ chốt của cha mình trong triều, Tể tướng Trịnh Đạo Truyền (Chŏng Tojŏn, 정도전, 鄭道傳) và Nam Ân (Nam Ŭn, 남은, 男恩). Cả hai phía đều nhận thức được một cách đầy đủ về sự thù địch lẫn nhau đang hiện diện giữa hai bên và luôn luôn cảm thấy bị đe dọa. Khi sự việc rõ ràng cho thấy Lý Phương Viễn sẽ được thừa kế ngai vàng, Trịnh Đạo Truyền đã dùng ảnh hưởng của mình với nhà vua để thuyết phục nhà vua nên chọn đứa con mà Thái Tổ yêu quý nhất thay vì đứa mà Thái Tổ cho rằng tốt nhất cho vương triều.
Vào năm 1392, con trai thứ tám của Thái Tổ, tức con thứ hai của Thần Đức vương hậu (Sindŏk, 신덕왕후, 神德王后), Nghi an Đại quân Lý Phương Thạc (Yi Pang Sŏk, 이방석, 李芳碩) được phong Thế Tử kế thừa ngai vàng. Sau cái chết bất ngờ của vương hậu Thần Đức, và trong khi vua Thái Tổ còn đang đau buồn vì cái chết của người vợ thứ hai này, Trịnh Đạo Truyền âm mưu giết chết Lý Phương Viễn và các anh em trai để đảm bảo địa vị của mình trong triều. Vào năm 1398, biết được âm mưu này, Lý Phương Viễn lập tức nổi loạn và đột kích vào vương cung, giết chết Trịnh Đạo Truyền, thuộc hạ của ông ta và cả hai đứa con trai của vương hậu Thần Đức quá cố. Vụ việc này được xem là Cuộc xung đột đầu tiên của các vương tử.
Kinh hoàng trước cảnh các con mình chém giết lẫn nhau vì ngai vàng, cộng với việc suy sụp sau cái chết của Thần Đức vương hậu, Thái Tổ nhanh chóng lập người con thứ là Vĩnh an Đại quân Lý Phương Quả (Yi Pang Kwa, 이방과, 李芳果) - tức vua Định Tông) làm người kế vị và Thái Tổ thoái vị sau đó.
Khi mới lên ngôi, Định Tông dời đô về Khai Thành vì ông cho rằng đóng đô ở đây thuận tiện hơn. Trong khi đó, Lý Phương Viễn lại tiếp tục kế hoạch vận động để bản thân mình được trở thành thế đệ kế vị ngai vàng của anh trai. Tuy nhiên, kế hoạch của Phương Viễn bị Hoài an Đại quân Lý Phương Cán (Yi Panggan, 이방간, 李芳幹), con trai thứ tư của vua Thái Tổ chống đối, bản thân Phương Cán cũng mong muốn giành ngôi vị thế tử với em trai mình. Đến năm 1400, mâu thuẫn giữa hai anh em Lý Phương Viễn và Lý Phương Cán trở thành một cuộc xung đột vũ trang đẫm máu mang tên Cuộc xung đột thứ hai của các vương tử. Cuối cùng Phương Viễn chiến thắng còn Phương Cán bị đày đến Thố Sơn (T'osan, 토산, 兎山), những người thuộc phe cánh của Phương Cán đều bị xử tử. Ngay sau đó, vua Định Tông nhanh chóng lập Phương Viễn làm Vương thế đệ và cùng năm ông thoái vị nhường ngôi cho Phương Viễn. Thế đệ Phương Viễn kế ngôi, trở thành vua Thái Tông của nhà Triều Tiên.

### Củng cố vương quyền
Trong thời kỳ đầu trị vì của vua Thái Tông, thượng vương Thái Tổ từ chối giao ngọc tỷ của vương gia Triều Tiên - bằng chứng của tính hợp pháp của quyền lực nhà vua - cho Định Tông lẫn Thái Tông. Thái Tông bèn bắt đầu thực thi những chính sách hòng chứng minh với mọi người rằng ông đủ tài năng và tư cách để trị vì Triều Tiên. Việc đầu tiên mà Thái Tông thực hiện là xóa bỏ những đặc quyền đặc lợi của những quan chức cao cấp trong triều đình cũng như xóa bỏ quân đội riêng của các quý tộc phong kiến. Việc này khiến các quý tộc Triều Tiên khó có cơ may làm loạn hơn đồng thời gia tăng đáng kể quân số của quân đội Triều Tiên. Tiếp theo Thái Tông lại sửa đổi những pháp chế hiện hành liên quan đến thuế má cùng với vấn đề sở hữu ruộng đất và sự ghi nhận địa vị xã hội của người dân. Cùng với sự khai phá thêm những vùng đất chưa được biết đến trước đó, thu nhập của quốc gia đã gia tăng gấp đôi.
Vào năm 1399, Thái Tông đã dùng quyền hạn của mình để loại bỏ Đô Bình Nghị sử ty (Top'yŏng Ŭisasa, 도평의사사, 都評議使司), một hội đồng điều hành chính quyền cũ nắm giữ toàn bộ quyền lực của triều đình trong những năm cuối của triều đại Cao Ly nhờ sự ủng hộ của Nghị Chính phủ (Ŭijŏngbu, 의정부, 議政), một nhánh mới của bộ máy điều hành trung ương bên cạnh nhà vua và các chỉ dụ của ông. Sau khi thông qua hệ thống văn kiện cai trị đất nước và luật thuế, Thái Tông ban hành một sắc lệnh mới trong đó tất cả các quyết định đã được Nghị Chính phủ thông qua chỉ có thể có hiệu lực sau khi đã được nhà vua chuẩn y. Điều này đã chấm dứt lệ các vị đại thần và quân sư trong triều quyết định bằng cách tranh luận và đàm phán với nhau còn nhà vua chỉ là người quan sát và do đó, thông qua thâm ý của nhà vua trong việc giành quyền điều hành thực sự đất nước Triều Tiên, đã nâng quyền lực của vương thất lên những tầm cao mới. Ngay sau đó, Thái Tông cho thiết lập một cơ quan chính quyền gọi là Phủ Thần môn (Sinmun, 신문, 神門) để thụ lý các trường hợp dân chúng cho rằng họ bị bóc lột hay bị quan lại hoặc quý tộc hành xử không công bằng.
Tháng 8 âm lịch năm 1418, Thái Tông nhường ngôi cho con là Thế Tông. Thế Tông cùng thượng vương Thái Tông nắm quyền đến khi thượng vương chết năm 1422. Tháng 5 năm 1419, hai vua tổ chức chiến dịch Kỷ Hợi đông chinh tấn công nhằm tiễu trừ lực lượng hải tặc Nhật Bản tại đảo Đối Mã (Tsushima, 対馬). Tháng 9 năm 1419, Sadamori (Biền Trinh Thịnh, 平貞盛), Đại danh (Daimyō, 大名) của Đối Mã xin nghị hòa. Đến năm 1443, Hòa ước Quý Hợi được ký kết, trong đó Đại danh của đảo Đối Mã được phép thông thương với Triều Tiên sáu mươi tàu thuyền mỗi năm, đổi lại ông ta phải tiến cống cho Triều Tiên và phải giúp đỡ quân Triều Tiên chống lại bọn hải tặc Nhật Bản đang cướp phá vùng bờ biển Triều Tiên khi đó.

Ở biên giới phía bắc, Thế Tông cho thiết lập bốn công sự và sáu khu đồn trú quân (tứ quận lục trấn, 사군육진, 四郡六鎭) để đề phòng sự xâm nhập từ Trung Quốc và dân du cư Mãn Châu. Năm 1433, Thế Tông cử tướng Kim Tông Thụy (Kim Chongsŏ, 김종서, 金宗瑞) lên miền bắc để tiêu diệt người Mãn Châu. Chiến dịch quân sự của tướng quân Kim Tông Thụy đã chiếm được nhiều thành trì, đẩy biên giới xa lên phía bắc và xác lập lại lãnh thổ Triều Tiên, xấp xỉ biên giới giữa Bắc Triều Tiên và Trung Quốc ngày nay.
Dưới thời cai trị của Thế Tông, Triều Tiên có nhiều tiến bộ kỹ thuật về khoa học tự nhiên, nông nghiệp, văn học, y học cổ truyền... Vì những thành tựu này, Thế Tông được dân Hàn Quốc gọi là Đại Vương, dù hai chữ này trên thực tế có trong thụy hiệu của hầu hết vua Triều Tiên trước năm 1897. Công trạng đáng ghi nhớ nhất của Thế Tông là sự xây dựng hệ thống mẫu tự cho tiếng Triều Tiên (gọi là Chosŏn'gŭl ở Bắc Triều Tiên và Hangul ở Hàn Quốc) vào năm 1443. Việc sử dụng kiểu mẫu tự Hanja và Hanmun trong văn tự hằng ngày cuối cùng cũng dần chấm dứt vào nữa cuối của thế kỷ 20.
Sau khi Thế Tông chết, thế tử Lý Hướng lên ngôi tức vua Văn Tông. Văn Tông giữ ngôi được 2 năm thì bệnh chết (1450), con là Đoan Tông mới 12 tuổi lên thay. Năm 1455, con thứ của Thế Tông là Lý Nhu làm chính biến, phế truất Đoan Tông rồi tự lập làm quốc chủ, tức Thế Tổ, vua thứ 7 nhà Triều Tiên. Năm 1457, 6 đại thần trung thành với Đoan Tông bàn nhau giết Thế Tổ hòng phục ngôi cho Đoan Tông. Thế Tổ biết được, bèn hành quyết 6 đại thần và bức tử Đoan Tông.
Dưới thời vua Thế Tổ, triều đình tiến hành thống kê dân số để dễ huy động quân lính khi cần thiết. Thế Tổ chú trọng phát triển kinh tế, văn hóa, khuyến khích xuất bản nhiều thể loại sách. Thế Tổ còn khởi xướng biên soạn bộ luật Kinh quốc đại điển (Kyŏngguk taejŏn, 경국대전, 經國大典). Đây là nền tảng cho nền cai trị của nhà Triều Tiên và là phiên bản sớm nhất của một bộ luật hiến pháp ở dạng văn tự tại Triều Tiên.
Dù được xem là vua giỏi, Thế Tổ đã tự ý xóa bỏ nhiều cơ quan mà hai đời Thế Tông, Văn Tông đã dày công xây dựng, điển hình như Tập Hiền điện (Chiphyŏnjŏn; 집현전; 集賢殿). Thế Tổ thay đổi chính sự nhằm củng cố quyền lực, bất chấp những hệ lụy có thể nảy sinh, do đó dẫn đến rất nhiều rắc rối về lâu dài. Ngoài ra, Thế Tổ quá chiều chuộng những công thần đưa mình lên ngôi, dẫn tới tệ tham nhũng trong thượng tầng của triều đình.
Năm 1468, Thế Tổ chết, thế tử Hoảng lên thay tức Duệ Tông. Năm 1469, Duệ Tông chết, cháu là Thành Tông lên làm vua. Dưới thời Thành Tông, kinh tế phát triển, nhà nước giàu mạnh, nhóm sĩ phu tân Nho giáo mà sử gọi là Sĩ Lâm (Sarim, 사림, 士林) được dự việc chính sự. Thành Tông lập ra Hoằng Văn quán (Hongmungwan 홍문관, 弘文館) làm nơi lưu trữ sách vở Nho gia, cho các Nho thần nắm giữ. Nhóm Nho thần thường thảo luận với nhà vua về triết học và chính sự. Nhà vua còn khuyến khích xuất bản nhiều sách về địa dư, đạo đức,... và một số chủ đề khác. Đây được coi là một thời phồn thịnh của văn hóa Triều Tiên, gần bằng thời Thế Tông.
Tiếp nối chính sách của các vua trước, năm 1491, Thành Tông sai tướng Hứa Tông (Hŏ Chong, 허종, 許琮) đem quân đánh Mãn Châu. Quân Triều Tiên thắng, đẩy người Mãn do thị tộc Ngột Địch Ha (Udige, 兀狄哈) về hướng bắc sông Áp Lục. Năm 1494, Thành Tông chết, con là Yên Sơn Quân nối ngôi.

### Cuộc xâm lược của Nhật Bản

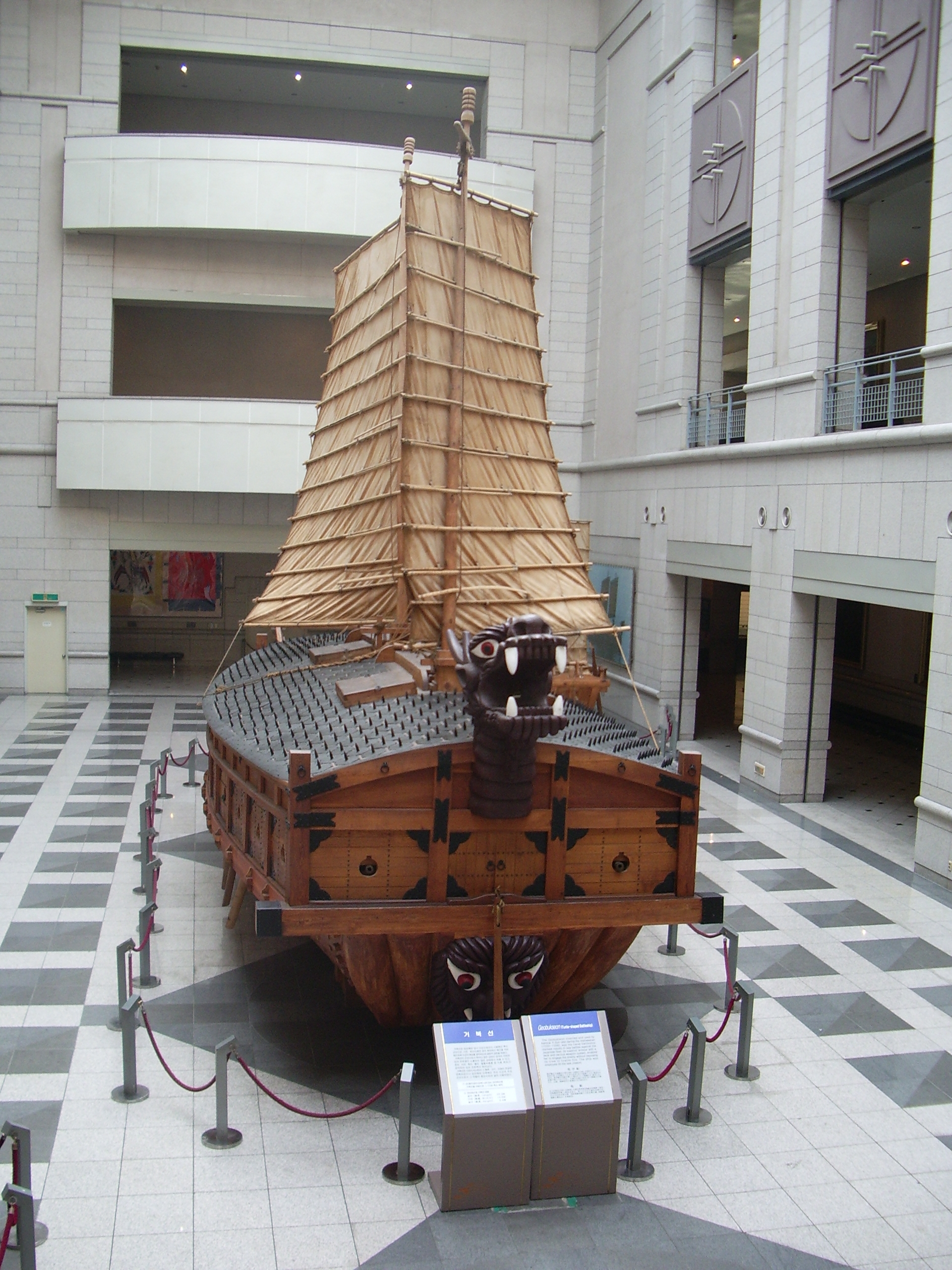
Tàu chiến rùa, phát minh của danh tướng Lý Thuấn Thần. Sự tồn tại lịch sử của nóc tàu được bọc sắt vẫn còn đang tranh cãi.

Đô đốc thủy quân Lý Thuấn Thần

Xuyên suốt lịch sử của mình, Triều Tiên thường xuyên bị cướp biển tấn công cả trên biển và trên bộ. Lý do duy nhất để người Triều Tiên duy trì lực lượng hải quân là nhằm đảm bảo an toàn cho thông thương hàng hải chống lại quân cướp biển Oa Khấu (倭寇 wakō - tức cướp biển Nhật Bản). Hải quân Triều Tiên luôn vượt trội  hơn so với quân cướp biển do sử dụng các dạng kỹ thuật tiên tiến dùng thuốc súng (ví dụ súng thần công, cung tên lửa kiểu thần cơ tiễn (Sin'gijŏn, 신기전, 神機箭) được triển khai trên hỏa xa (Hwach'a, 화차, 火車)...
Trong Chiến tranh Nhật Bản-Triều Tiên (1592-1598), Tướng quân Nhật Bản Toyotomi Hideyoshi (Phong Thần Tú Cát), dự định sẽ chinh phục Trung Hoa (triều Minh) với những khẩu súng mua được của người Bồ Đào Nha; vì vậy ông tổ chức hai cuộc tấn công xâm lược Triều Tiên vào năm 1592 và 1597, nhằm biến Triều Tiên thành bàn đạp để tấn công vào Trung Quốc. Việc chia bè kết phái, đánh giá sai sức mạnh quân sự Nhật Bản cũng như nỗ lực không thành về mặt ngoại giao đã dẫn đến sự thiếu chuẩn bị về phía Triều Tiên. Những khẩu súng tân tiến của châu Âu đã giúp Nhật Bản đánh chiếm nam phần bán đảo Triều Tiên - bao gồm cả kinh đô Hán Thành chỉ trong vòng vài tháng. Theo Biên niên sử nhà Triều Tiên, có nhiều phần tử phiến loạn là nô lệ người Triều Tiên tham gia vào quân Nhật, những người này đã đốt cung Cảnh Phúc (Kyŏngbokkung, 경복궁, 景福宮) và kho chứa tài liệu về nô lệ của nó.
Tuy nhiên sức kháng cự mạnh mẽ của nhân dân Triều Tiên đã làm chậm bước tiến của quân Nhật; và những chiến thắng quyết định của Đô đốc thủy quân Lý Thuấn Thần (Yi Sunsin, 이순신, 李舜臣) đã khiến Triều Tiên nắm quyền kiểm soát biển cả và cắt đứt đường tiếp tế của quân Nhật Bản. Thêm vào đó, nhà Minh đã gửi quân chi viện cho Triều Tiên từ năm 1593 và liên quân Trung-Triều cuối cùng đã đánh tan quân đội Nhật Bản - dù họ cũng phải chịu những tổn thất nặng nề. Chiến thắng Lộ Lương năm 1598, với 450/500 chiến thuyền Nhật Bản bị đánh chìm và 15000 thủy binh Nhật tử trận đã quyết định kết cục cuộc chiến. Và cũng sau cuộc chiến này, quan hệ Triều Tiên - Nhật Bản hoàn toàn bị đóng băng trong một thời gian.
Trong thời gian chiến tranh, người Triều Tiên đã phát triển nhiều loại vũ khí cầm tay mạnh mẽ và thuốc súng có chất lượng cao cùng với chiếc Thuyền chiến rùa (Quy bối thuyền - Kŏbuksŏn, 거북선, 龜背船) lừng danh.

### Cuộc xâm lược của nhà Thanh
Sau chiến tranh, nhà Triều Tiên ngày càng trở nên cô lập. Giới cầm quyền đất nước đeo đuổi chính sách hạn chế tiếp xúc với nước ngoài. Thêm vào đó, nhà Minh đã bị suy yếu, một phần là vì cuộc chiến giữa Triều Tiên và Nhật Bản, điều này đã dẫn đến sự hình thành một triều đại mới, đó là nhà Thanh của người Mãn Châu. Người Triều Tiên quyết định giữ chặt biên giới hơn, tăng cường kiểm soát giao thông xuyên biên giới và chờ đợi sự bắt đầu khuấy nhiễu của người Mãn Châu nhằm lật đổ Nhà Minh.
Vương quốc Triều Tiên phải gánh chịu hai cuộc xâm lăng của người Mãn Châu, vào năm 1627 (xem Cuộc xâm lược Triều Tiên lần thứ nhất của người Mãn Châu) và 1637 (xem Cuộc xâm lược Triều Tiên lần thứ hai của người Mãn Châu). Sau 2 cuộc chiến, Triều Tiên đã đầu hàng người Mãn Châu và đồng ý cống nạp cho các hoàng đế nhà Thanh để được sự bảo hộ của nhà Thanh, trong đó bao gồm cả mậu dịch song phương với Trung Quốc tại thời điểm này. Chính sách đối ngoại của vua quan nhà Thanh là ngăn ngừa sự hình thành các vùng đất do người nước ngoài kiểm soát trên đất đai của người Trung Quốc. Chính sách như trên đã hạn chế sự hiện diện của các thương điếm truyền thống của các hãng (tiếng Hoa: 行) nước ngoài đến Macau. Các thương điếm này nắm giữ đáng kể việc mua bán tơ lụa của Trung Quốc để đổi lấy bạc của nước ngoài. Với cách sắp xếp này, việc giao thương với người nước ngoài đã được chuyển xuống các tỉnh miền nam Trung Quốc, đặt vùng lãnh thổ chưa yên ổn ở phía bắc dưới các quy chế cẩn mật và hạn chế sự ảnh hưởng của người nước ngoài. Quyết định này đã ảnh hưởng đến Triều Tiên khi Trung Quốc là bạn hàng chính của Triều Tiên.

### Giai đoạn cuối của nhà Triều Tiên

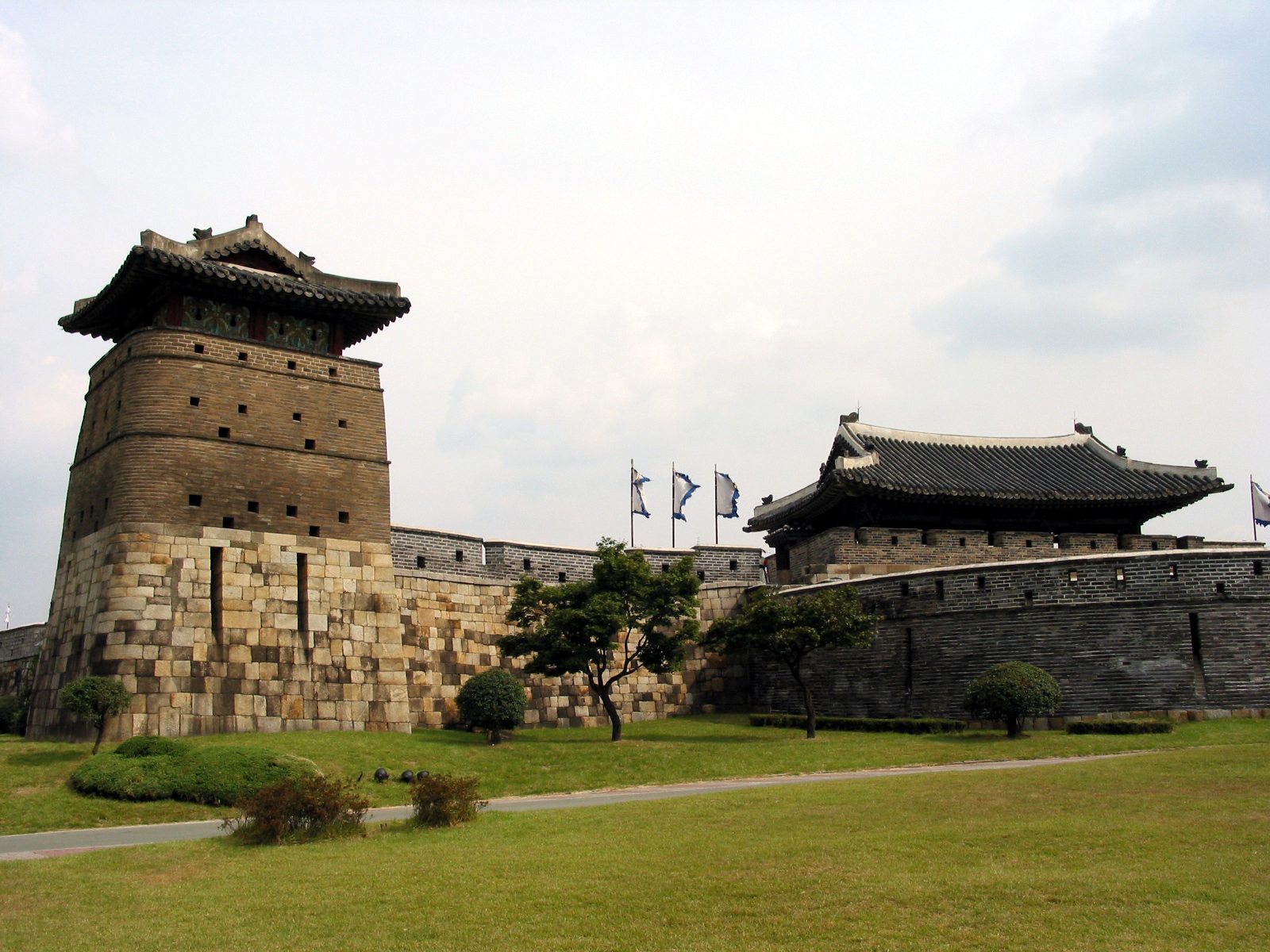
Pháo đài Hoa Thành - Hwasŏng, 화성, 華城 tại Thủy Nguyên - Suwŏn, 수원, 水原.

Sau những cuộc xâm lăng của nhà Thanh, Triều Tiên trải qua một thời gian gần 200 năm trong hoà bình. Các vua Anh Tổ và Chính Tổ lãnh đạo công cuộc phục hưng mới của nhà Triều Tiên. Vua Túc Tông và con trai của ông ta, Anh Tổ cố gắng giải quyết các vấn đề bắt nguồn từ tệ bè phái chính trị. Chính sách Đãng bình - dẹp yên (T'angp'yŏngch'aek, 탕평책, 蕩平策) đã ngăn chặn một cách có hiệu quả nhiều cuộc tranh chấp của các phe phái. Cháu nội của vua Anh Tổ, Chính Tổ đã thực hiện nhiều cải cách trong suốt thời gian trị vì của ông, đặc biệt là việc thành lập thư viện vương thất mang tên Khuê chương các (Kyujanggak, 규장각, 奎章閣). Tuy là một thư viện vương thất nhưng mục đích của nó là để cải thiện vị thế văn hóa và chính trị của Triều Tiên, đồng thời chiêu mộ được những quan lại có tài để điều hành đất nước. Vua Chính Tổ cũng chú trọng vào những sáng kiến táo bạo về mặt xã hội, mở nhiều chức vụ trong triều cho những người trước đây bị cấm vì địa vị xã hội của họ. Vua Chính Tổ ủng hộ nhiều nhà Nho Thực học (Sirhak, 실학, 實學), và đổi lại các nhà Nho Thực học ủng hộ vương quyền của nhà vua. Triều đại vua Chính Tổ còn chứng kiến sự trưởng thành và phát triển của nền văn hóa bình dân Triều Tiên.
Năm 1863, vua Cao Tông lên ngôi. Cha của vua là Nhiếp Chính Hưng tuyên Đại viện quân (Hŭngsŏn Taewŏn'gun, 흥선대원군, 興宣大院君) cầm quyền thay ông cho đến khi Cao Tông đến tuổi trưởng thành. Vào giữa thập kỷ 1860, ông là người đề xướng chủ trương bế môn tỏa cảng và đàn áp đạo Thiên Chúa trong và ngoài nước, một chính sách đã dẫn đến chiến dịch quân sự của người Pháp chống lại Triều Tiên vào năm 1866. Những năm đầu dưới sự cai trị của ông cũng chứng kiến nỗ lực to lớn nhằm xây dựng lại đại quy mô cung Cảnh Phúc đổ nát, ngôi vị của vương quyền vương thất. Trong thời kỳ cầm quyền của Hưng tuyên Đại viện quân, nạn bè phái chính trị và quyền lực do phái Yên Đông Kim (安東) nắm giữ đã hoàn toàn phai nhạt.
Năm 1873, vua Cao Tông tuyên cáo quyền điều hành trực tiếp quốc gia của mình. Sau khi Hưng tuyên Đại viện quân lui về ẩn dật, Hoàng hậu tương lai Min (sau này được gọi là Minh Thành Hoàng Hậu - Myŏngsŏng Hwanghu, 명성 황후, 明成 皇后) đã giành hoàn toàn quyền kiểm soát triều chính, đặt người thân của mình vào những địa vị thế lực trong triều.

### Suy yếu
Trong thế kỷ 19, căng thẳng giữa hai đế quốc Mãn Thanh và Nhật Bản ngày càng gia tăng mà đỉnh điểm là cuộc Chiến tranh Giáp Ngọ (1894–1895). Nhiều cuộc giao tranh đã diễn ra trên bán đảo Triều Tiên. Sau cuộc canh tân đất nước do nhóm tôn phò Minh Trị thực hiện, Nhật Bản tiếp thu được nhiều kỹ thuật quân sự Tây phương, đã ép buộc Triều Tiên ký Hiệp ước Giang Hoa (Giang Hoa đảo điều ước - Kanghwado Choyak, 강화도조약, 江華島條約) vào năm 1876.
Nhiều người dân Triều Tiên căm ghét người Nhật và những ảnh hưởng của ngoại bang lên đất nước họ cũng như sự cai trị áp bức và thối nát của nhà Triều Tiên. Vào ngày 11/01/1894, thủ lĩnh nông dân Toàn Bồng Chuẩn (Chŏn Pongjun, 전봉준, 全琫準) đã đánh bại quân triều đình tại trận chiến Go-bu (Tỉnh Ấp - Chŏngŭp, 정읍, 井邑). Sau trận chiến, Toàn Bồng Chuẩn đã phân phát toàn bộ của cải của mình cho những người nông dân. Trong lúc đó, quân triều đình nhà Triều Tiên tiến đánh Toàn Bồng Chuẩn và hai bên đã đi đến một thỏa thuận đình chiến. Tuy nhiên, nhà Triều Tiên đã cầu viện nhà Thanh để dập tắt cuộc khởi nghĩa. Sau khi thông báo với Nhật Bản theo đúng Hòa Ước Thiên Tân (天津条約), nhà Thanh đưa quân vào Triều Tiên. Đây là mồi lửa châm ngòi cuộc Chiến tranh Giáp Ngọ.
Vương hậu Minh Thành  đã cố gắng chống lại sự can thiệp của người Nhật vào Triều Tiên và có khuynh hướng dựa vào sự trợ giúp của Nga và Trung Quốc. Vào năm 1895, Vương hậu bị ám sát trực tiếp bởi các sát thủ người Nhật.. Công sứ Nhật Bản tại Triều Tiên Miura Gorō (Tam Phổ Ngô Lâu, tiếng Nhật: 三浦梧楼) đã dàn dựng âm mưu chống lại bà. Một nhóm sát thủ Nhật Bản cùng với lực lượng Huấn luyện Đội (Hullyŏndae, 훈련대, 訓鍊隊) đã đột nhập vào Vương cung tại Hán Thành - đang dưới quyền kiểm soát của người Nhật - ám sát Vương hậu Minh Thành; và thi thể của bà đã bị nhóm thích khách thiêu cháy và chôn ở chái Bắc của Vương cung.

### Nhật Bản đô hộ
Thất bại của triều đình Mãn Thanh trong cuộc chiến tranh Giáp Ngọ đã buộc họ phải ký Điều ước Shimonoseki với Nhật Bản, qua đó chính thức thừa nhận Triều Tiên độc lập, thoát khỏi sự ảnh hưởng của Trung Quốc. Đây là một bước tiến trong kế hoạch giành lấy quyền thống trị Triều Tiên của đế quốc Nhật Bản. Triều đình Triều Tiên đã cảm thấy sức ép từ các thế lực lớn đang lăm le muốn nuốt trôi họ và vì vậy họ nhận thấy nhu cầu củng cố sự toàn vẹn và hợp pháp của toàn dân tộc Triều Tiên. Năm 1897 Triều Tiên chính thức đổi tên thành Đại Hàn Đế quốc và Quốc vương Cao Tông trở thành hoàng đế Quang Vũ của đế quốc Đại Hàn, một hành động nhấn mạnh nền độc lập của quốc gia này. Về nguyên tắc, 1897 là năm đánh dấu sự kết thúc của "thời kỳ Triều Tiên" trong lịch sử của Triều Tiên vì tên của quốc gia này đã thay đổi, tuy nhiên sự cai trị của nhà Triều Tiên vẫn tiếp tục cho đến năm 1910 khi Nhật Bản chính thức biến Triều Tiên thành lãnh thổ của mình.
Trong thời gian này, nhiều thế lực quốc gia khác cũng đang ra sức cải tiến quân đội - nhất là Đế quốc Nga - với mục tiêu hất cẳng thế lực của Nhật Bản. Trong một chuỗi phức tạp những thủ đoạn quân sự và phản quân sự, Nhật Bản đánh lui hạm đội Nga tại cảng Lữ Thuận vào năm 1905. Sau chiến thắng tại cuộc chiến năm 1904–1905 với Nga cùng với kết quả là Hòa ước Portsmouth, người Nhật đã rảnh tay trong việc tiến tới thống trị bán đảo Triều Tiên. Năm 1905, đế quốc Đại Hàn buộc phải ký Hòa ước Ất Tỵ trong đó quy định Triều Tiên sẽ là một xứ bảo hộ của Nhật Bản. Nguyên Thủ tướng Nhật Itō Hirobumi (Y Đằng Bác Văn) trở thành Toàn Quyền Triều Tiên đầu tiên, mặc dù ít lâu sau ông bị An Trọng Căn (An Chunggŭn, 안중근, 安重根) một thành viên của phong trào Kháng Nhật vận động ám sát tại nhà ga của thành phố Cáp Nhĩ Tân vào năm 1910. Cùng năm đó, bất chấp làn sóng phản kháng của nhân dân Triều Tiên, đế quốc Nhật chính thức sáp nhập Triều Tiên vào lãnh thổ của mình. Nhà Triều Tiên chấm dứt từ đó, còn lãnh thổ Triều Tiên trở thành thuộc địa của Đế quốc Nhật.

## Địa giới hành chính

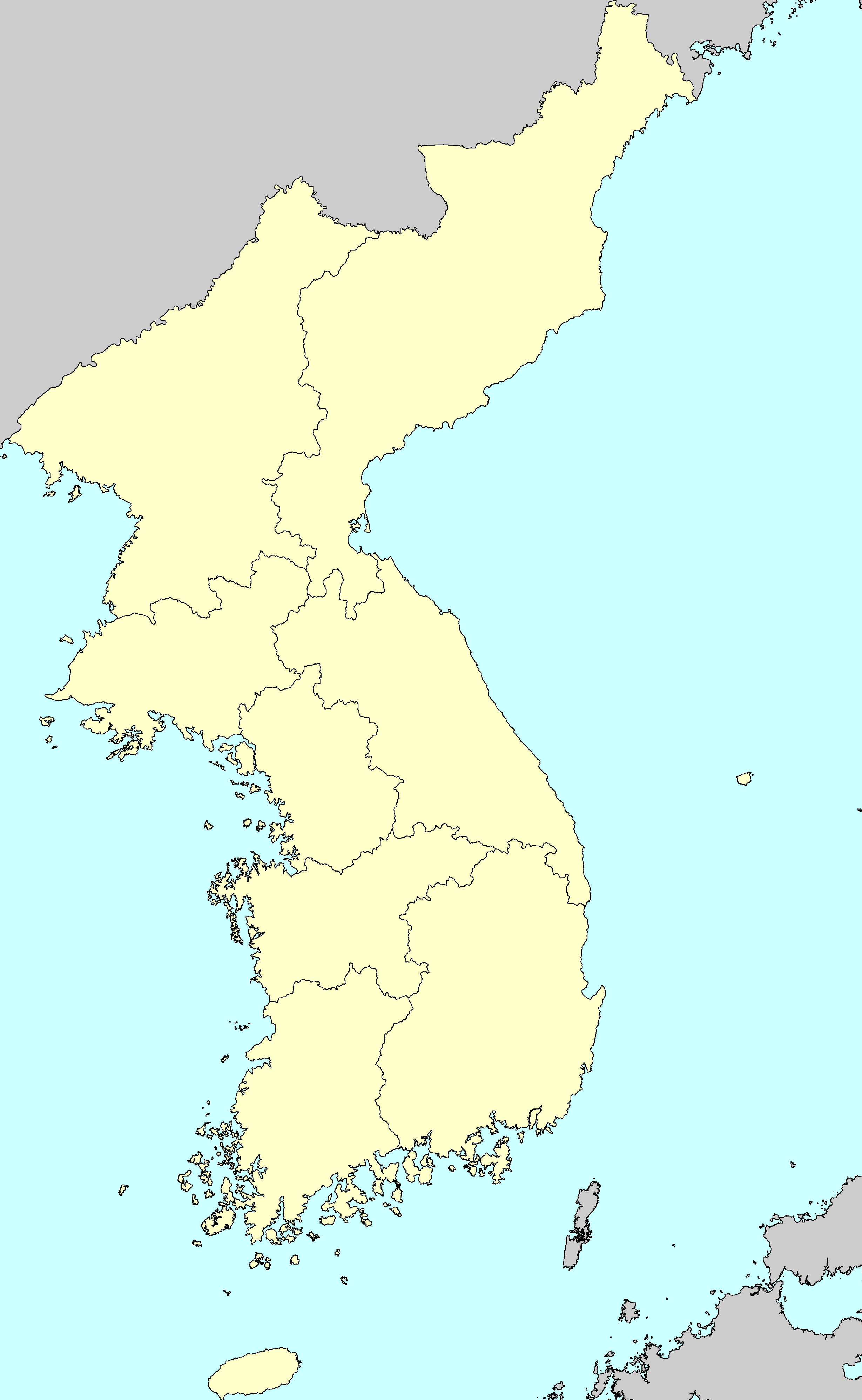
Bát đạo Triều Tiên được phân chia rõ trên bán đảo Triều Tiên

Trong hầu hết thời gian dưới thời nhà Triều Tiên, nước Triều Tiên được chia làm tám đạo (도; 道; do). Đường ranh giới giữa tám đạo được giữ cố định trong gần 5 thế kỷ từ năm 1413 đến 1895, và hình thành một hình mẫu về mặt địa lý vẫn còn được phản ánh cho đến tận ngày nay trong các phân khu hành chính, phương ngôn và sự phân biệt các vùng miền trên bán đảo Triều Tiên. Tên của tám đạo vẫn còn được lưu truyền cho đến ngày nay, không ở dạng này thì cũng ở dạng khác.

## Xã hội

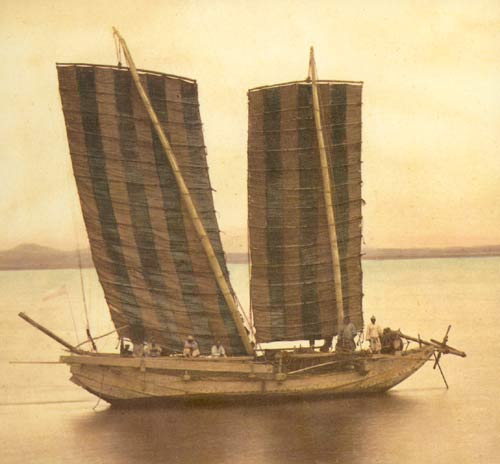
Một chiếc ghe mành với các ngư dân Triều Tiên vào năm 1871. Hình do Felice Beato chụp trong cuộc viễn chinh Triều Tiên của người Mỹ

Dân số của Triều Tiên thời kỳ 1392-1897 còn nhiều tranh cãi. Các ghi nhận về số hộ gia đình của triều đình trong thời gian này được xem là không đáng tin cậy. Một ước đoán gần đây đưa ra giá trị 6 triệu vào thời điểm khởi đầu của triều đại vào năm 1392, tăng một cách bất thường đến giá trị đỉnh 18 triệu vào khoảng năm 1750. Giữa năm 1810 và 1850, dân số giảm xấp xỉ 10% và giữ ổn định.
Thoạt đầu Triều Tiên thiếu một tầng lớp quý tộc địa chủ theo cách hiểu thông thường. Tuy nhiên, một hệ thống điều hành trung ương tập quyền được thiết lập  và điều hành bởi các nhà Nho được gọi là lưỡng ban (Yangban, 양반, 兩班). Đến cuối thế kỷ 18, lưỡng bang đã mang hầu hết các nét đặc trưng của một lớp quý tộc cha truyền con nối, bất kể vị thế đó là dựa trên sự pha trộn độc nhất của địa vị gia đình, kết quả của hệ thống thi cử kiểu Nho giáo hay hệ thống phục vụ dân sự. Lưỡng bang và nhà vua, trong một sự cân bằng mong manh, cai quản triều đình trung ương và các thể chế quân sự. Tỷ lệ của lưỡng ban có thể đạt đến 30% dân số vào khoảng năm 1800, mặc dù có sự biến động cục bộ rất đáng kể. Vì triều đình nhỏ, có rất nhiều lưỡng bang là giới quý tộc tỉnh lẻ có địa vị cao trong xã hội, nhưng không phải luôn luôn giàu có.
Phần 30-40% khác của dân số là nô lệ hay "bẩm sinh thấp hèn". Sự chiếm hữu nô lệ có tính cha truyền con nối, đồng thời là một hình thức trừng phạt của luật pháp. Tầng lớp nô lệ bao gồm nô lệ công hữu và tư hữu và triều đình thỉnh thoảng cũng cho phép nô lệ trở thành dân thường hay tầng lớp cao hơn. Nô lệ tư hữu có thể bị xem là vật thừa kế như tài sản cá nhân. Sau những vụ mùa thất bát, nhiều thường dân (sangmin, 상민, 常民) tự nguyện xin làm nô lệ để sinh nhai. Suốt thời nhà Triều Tiên khoảng 30 đến 40% dân số Triều Tiên có nô lệ. Tuy vậy, nô lệ thời nhà Triều Tiên có thể sở hữu tài sản và họ đôi khi thường làm như vậy.. Những người nô lệ tư hữu có thể mua tự do cho mình. Tất cả nô lệ công hữu đều được giải phóng vào năm 1801, và thể chế này dần chấm dứt ở thế kỷ sau. Đến cuối thế kỷ 19, chế độ nô lệ bị bãi bỏ hoàn toàn trong cuộc cải cách Giáp Ngọ (Kabo Kaehyŏk, 갑오 개혁, 甲午改革).
Chiếm đa số trong nhóm 40-50% dân số còn lại là nông dân, nhưng nhiều nghề mới phát sinh đã làm gia tăng sự xuất hiện quan trọng về quy mô của những nhóm khác: lái buôn và thương nhân, thư lại (trung nhân - chungin, 중인, 中人), thợ thủ công và lao động phổ thông, thợ dệt... Dựa vào quy mô dân số, có thể thấy một cá nhân điển hình thường có nhiều vai trò. Ở mức độ nào đó, hầu hết các hoạt động nông nghiệp là để trao đổi mua bán chứ không phải để ăn. Thêm vào đó, để kiếm thêm thu nhập, một bộ phận lao động lành nghề bị bắt buộc phải tránh né những tác động tiêu cực của một hệ thống thuế thường nặng nề và đầy tham nhũng.
Trong suốt giai đoạn cuối của nhà Triều Tiên, những quan niệm về khuôn phép và "đạo làm con" kiểu Nho giáo dần trở nên đồng nghĩa với việc tuân thủ nghiêm ngặt một tôn ti trật tự xã hội phức tạp, với nhiều thứ bậc cầu kỳ. Vào đầu những năm 1700, nhà phê bình xã hội Lý Trọng Hoán (Yi Chunghwan, 이중환, 李重煥) (1690-1756) đã phàn nàn một cách mỉa mai rằng "Với quá nhiều những thứ bậc khác nhau phân cách người này với người khác, người ta khó lòng có được một vòng tay thân hữu quá rộng." Tuy nhiên, ngay như Lý Trọng Hoán đã viết, sự phân biệt trong xã hội đời thường của thời sơ Triều Tiên càng được củng cố bằng sự phân biệt đối xử được luật pháp công nhận, như luật cấm chi tiêu xa xỉ (Xa xỉ cấm chỉ luật - 奢侈禁止令) quy định trang phục của từng nhóm khác nhau trong xã hội và các luật ngăn cấm quyền sở hữu tài sản và thừa kế của phụ nữ.
Tuy nhiên, những luật lệ này có lẽ đã được công bố một cách chính xác như vậy là bởi vì sự biến động của xã hội đang đà gia tăng, đặc biệt là trong suốt thế kỷ phồn thịnh bắt đầu từ năm 1710. Đẳng cấp xã hội của nhà Triều Tiên được phát triển dựa trên đẳng cấp xã hội của thời Cao Ly. Từ thế kỷ thứ 14 đến 16, hệ thống đẳng cấp này hà khắc và bảo thủ. Một khi các cơ hội về mặt kinh tế nhằm thay đổi tình trạng này bị giới hạn thì luật pháp nếu có cũng không cần thiết.
Nhưng vào khoảng cuối các thế kỷ 17-19, những nhóm thương nhân mới xuất hiện và hệ thống giai cấp cũ suy yếu đi rất nhiều. Đặc biệt, dân số của giai cấp lưỡng ban thuộc khu vực Đại Khâu (Taegu, 대구, 大邱) được mong đợi đạt gần 70% trong năm 1858. Triều đình nhà Triều Tiên ra lệnh giải phóng số nô lệ công hữu vào năm 1801 (공노비 해방) và cuối cùng, hệ thống giai cấp của nhà Triều Tiên đã chính thức bị bãi bỏ hoàn toàn vào năm 1894 (사노비 해방).

## Văn hóa
Nhà Triều Tiên đã chủ xướng hai giai đoạn phát triển văn hóa rực rỡ. Trong đó phải kể đến việc xây dựng nghệ thuật trà lễ Triều Tiên, nghệ thuật làm vườn Triều Tiên và nhiều bộ sử bao quát. vương thất Triều Tiên cũng cho xây dựng nhiều pháo đài và cung điện.

### Trang phục

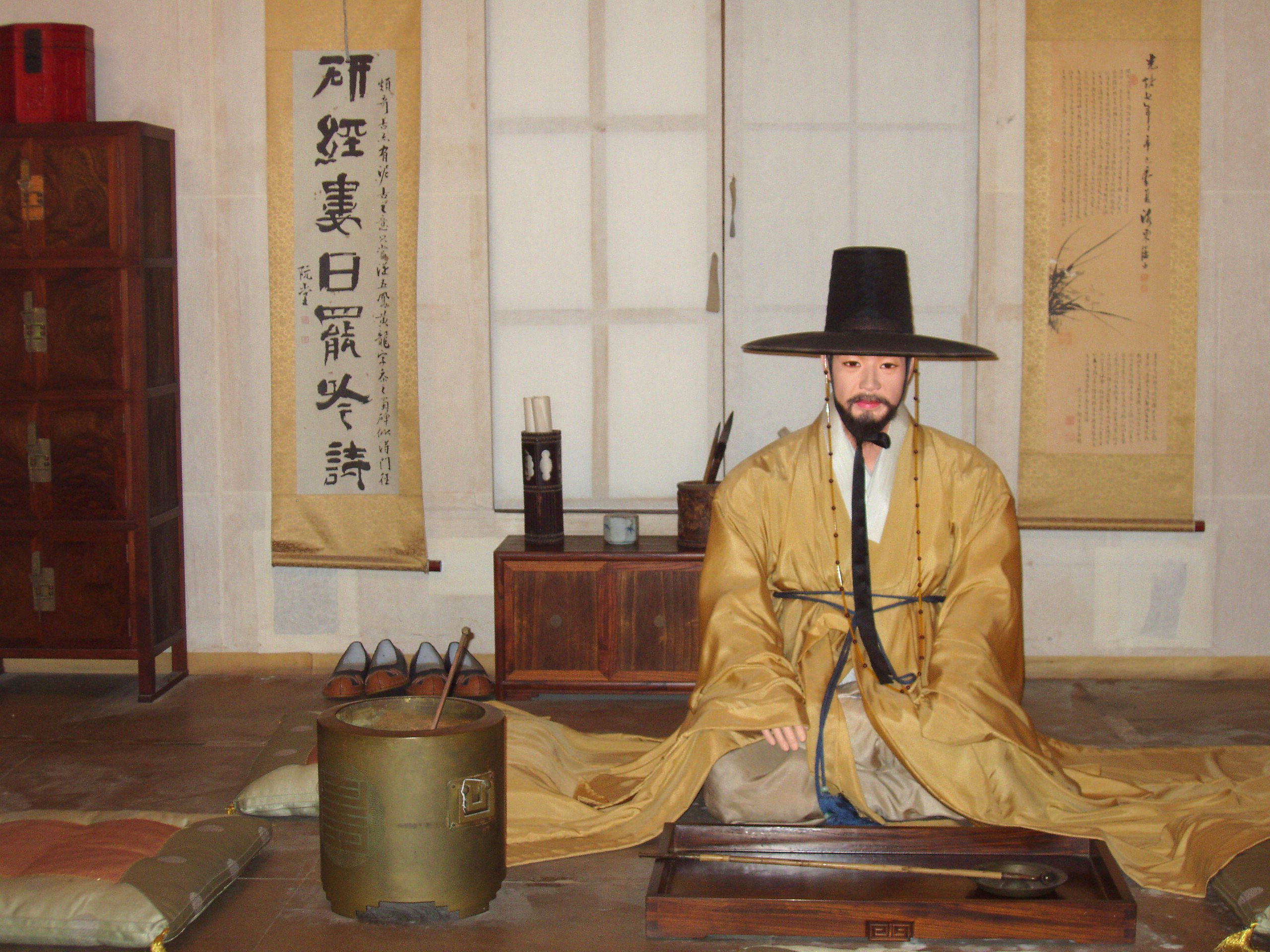
Áo choàng cho đàn ông lưỡng ban (quý tộc)

Dưới thời nhà Triều Tiên, áo jeogori của phụ nữ đã dần dần trở nên bó chặt và rút ngắn lại. Vào thế kỷ 16, jeogori (저고리, có thể phiên âm Hanja là xích cổ lý- 赤古里) đã rộng lụng thụng và chỉ nằm ở dưới eo, nhưng vào khoảng cuối nhà Triều Tiên vào thế kỷ 19, jeogori đã được rút ngắn đến mức không thể trùm được hết ngực, vì vậy, một mảnh vải khác gọi là heoritti (허리띠) đã được sử dụng để che ngực. Vào cuối thế kỷ 19, Hưng Tuyên Đại Viện Quân đã giới thiệu Magoja (마고자, còn gọi là magwae - mã quái, 마괘, 馬褂), một loại áo choàng kiểu Mãn Châu, vào Triều Tiên, kiểu áo này thường được mặc cùng hanbok (Hàn phục - 한복, 韓服 hay Triều Tiên phục - 조선옷, 朝鮮옷) cho đến ngày nay.
Đến cuối thời nhà Triều Tiên, chima (치마, tên Hanja là thường - xiêm- 裳 hay quần - 裙) đã là váy phủ dài còn jeogori ngắn và bó sát người. Chiếc thùng rộng của váy được chít vòng quanh hông. Nhiều quần áo lót đã được mặc ở bên dưới chima như darisokgot, soksokgot, dansokgot, và gojengi để đạt được một hình dạng như mong muốn. Bởi vì jeogori ngắn như vậy nên nó đã trở nên tự nhiên để phơi bày heoritti hay còn gọi là heorimari, có chức năng như một áo nịt ngực.
Các tầng lớp trên mặc hanbok may bằng vải gai dệt chặt hoặc loại vải nhẹ cao cấp khác khi thời tiết ấm áp hoặc mặc lụa trơn có trang trí hoa văn vào thời gian còn lại của năm. Tầng lớp bình dân chỉ được pháp luật cho phép mặc quần áo làm bằng chất liệu sợi bông. Những tầng lớp trên mặc trang phục với màu sắc đa dạng hơn, tuy nhiên màu sắc tươi sáng nói chung dành cho trẻ em và các cô gái trẻ còn màu sắc dịu hơn thường dành cho đàn ông và phụ nữ ở tuổi trung niên. Tầng lớp bình dân còn bị luật pháp cấm mặc quần áo màu trắng hằng ngày, nhưng trong những dịp đặc biệt họ có thể mặc trang phục màu hồng ngả xám, xanh lá cây nhạt, xám, hoặc màu than chì. Theo đúng nghi lễ, khi những người đàn ông Triều Tiên đi ra ngoài, họ buộc phải mặc áo khoác ngoài gọi là durumagi dài chấm gối.

### Hội họa
Các phong cách hội họa giữa thời nhà Triều Tiên dần chuyển sang trường phái hiện thực. Một phong cách tranh phong cảnh quốc gia gọi là "tả chân" - chuyển từ phong cách tranh phong cảnh tổng quát được lý tưởng hóa kiểu truyền thống Trung Hoa (tranh thủy mặc) sang những địa danh cụ thể được nêu ra một cách chính xác. Trong khi chưa có kỹ thuật chụp hình, phong cách này đủ tính chất học thuật để hình thành và khuyến khích một phong cách chuẩn cho nền hội họa Triều Tiên (ví dụ tác phẩm Đông Cung Đồ).
Từ giữa đến cuối thời nhà Triều Tiên là thời hoàng kim của nền hội họa Triều Tiên. Việc này diễn ra đồng thời với cú sốc của sự sụp đổ của nhà Minh liên hệ với sự kiện lên ngôi của các hoàng đế Mãn Châu tại Trung Hoa, và áp lực buộc các họa sĩ Triều Tiên phải xây dựng các mô hình nghệ thuật mới dựa trên chủ nghĩa dân tộc và sự tìm tòi ở trong nước cho những chủ đề cụ thể về Triều Tiên. Vào thời điểm này, Trung Hoa đã chấm dứt sự ảnh hưởng độc tôn, nền nghệ thuật Triều Tiên đã định được hướng đi riêng của nó và ngày càng trở nên tách biệt.

### Kiến trúc

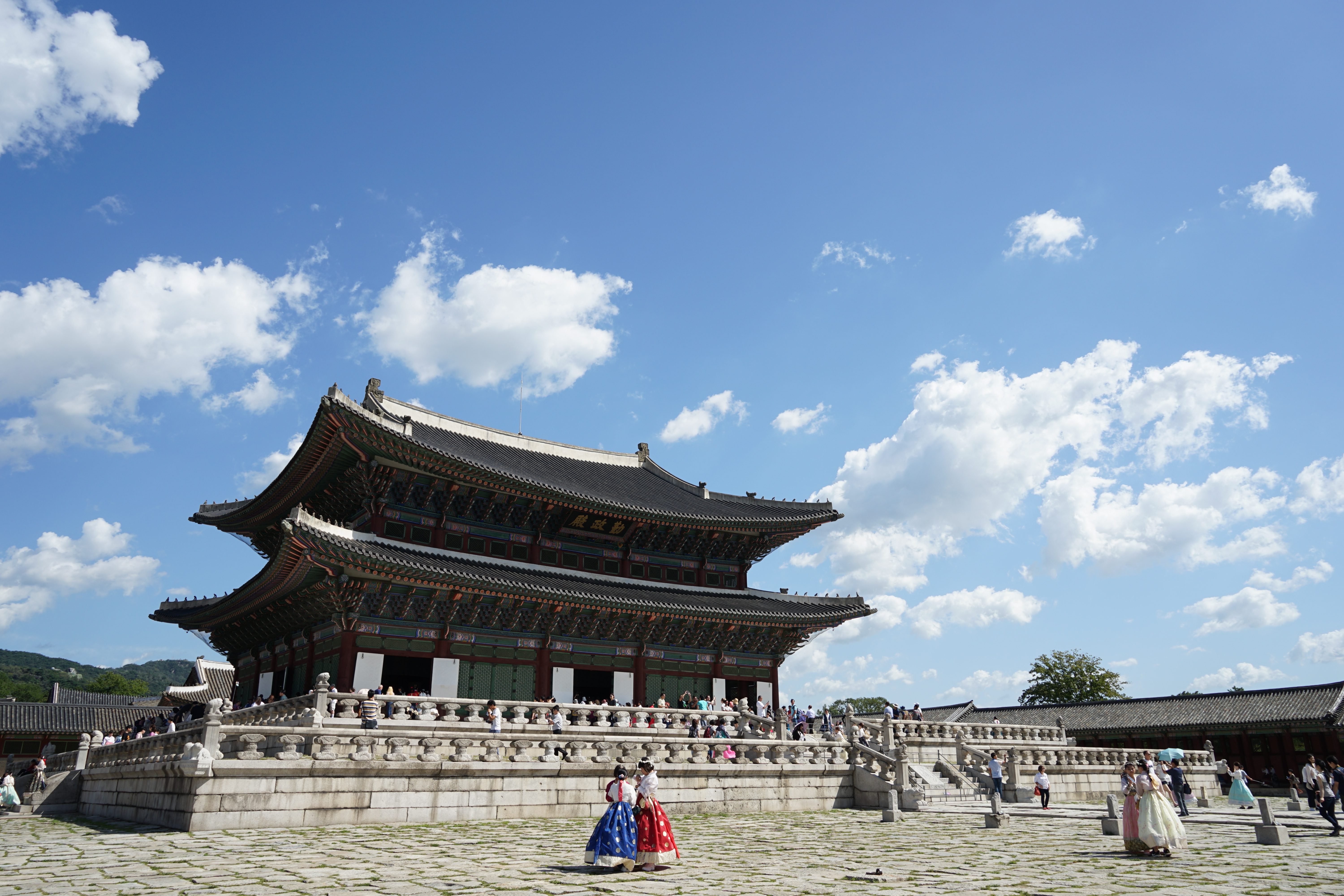
Cần Chánh điện (Geunjeongjeon, 근정전) trong cung Cảnh Phúc.

Lịch sử kiến trúc nhà Triều Tiên có thể được trình bày qua 3 giai đoạn: sơ, trung và hậu kỳ, tương ứng với sự phát triển văn hóa và kiến trúc. Vào giai đoạn sơ kỳ, kiến trúc phát triển từ sự kế thừa nền văn hóa của triều đại trước với những nguyên tắc định hướng chính trị mới của Nho giáo đã thế chỗ cho Phật giáo.
Thông qua sự ảnh hưởng của Nho giáo, thị hiếu quý phái tinh tế của triều đại cũ đã được thay thế bằng những nét đẹp chất phác, đơn giản và khiêm tốn với các đặc điểm bình dị và vững chắc. Hệ thống các bộ dầm chia liên kết hình trụ được sử dụng trong các khối kiến trúc chính tại các điền trang. Hệ thống các bộ dầm chia hình trụ và hệ thống dầm chia kiểu chiết trung, bao gồm các chi tiết kiến trúc từ cả hai hệ thống dầm chia hình trụ và hình trụ liên kết, cũng được sử dụng cho các đền đài và những công trình quan trọng khác. Dưới thời nhà Triều Tiên, nền kiến trúc Triều Tiên đã phát triển xa hơn với một ý chí vô song nhằm thể hiện biểu cảm về những quan niệm và giá trị của thời đại.

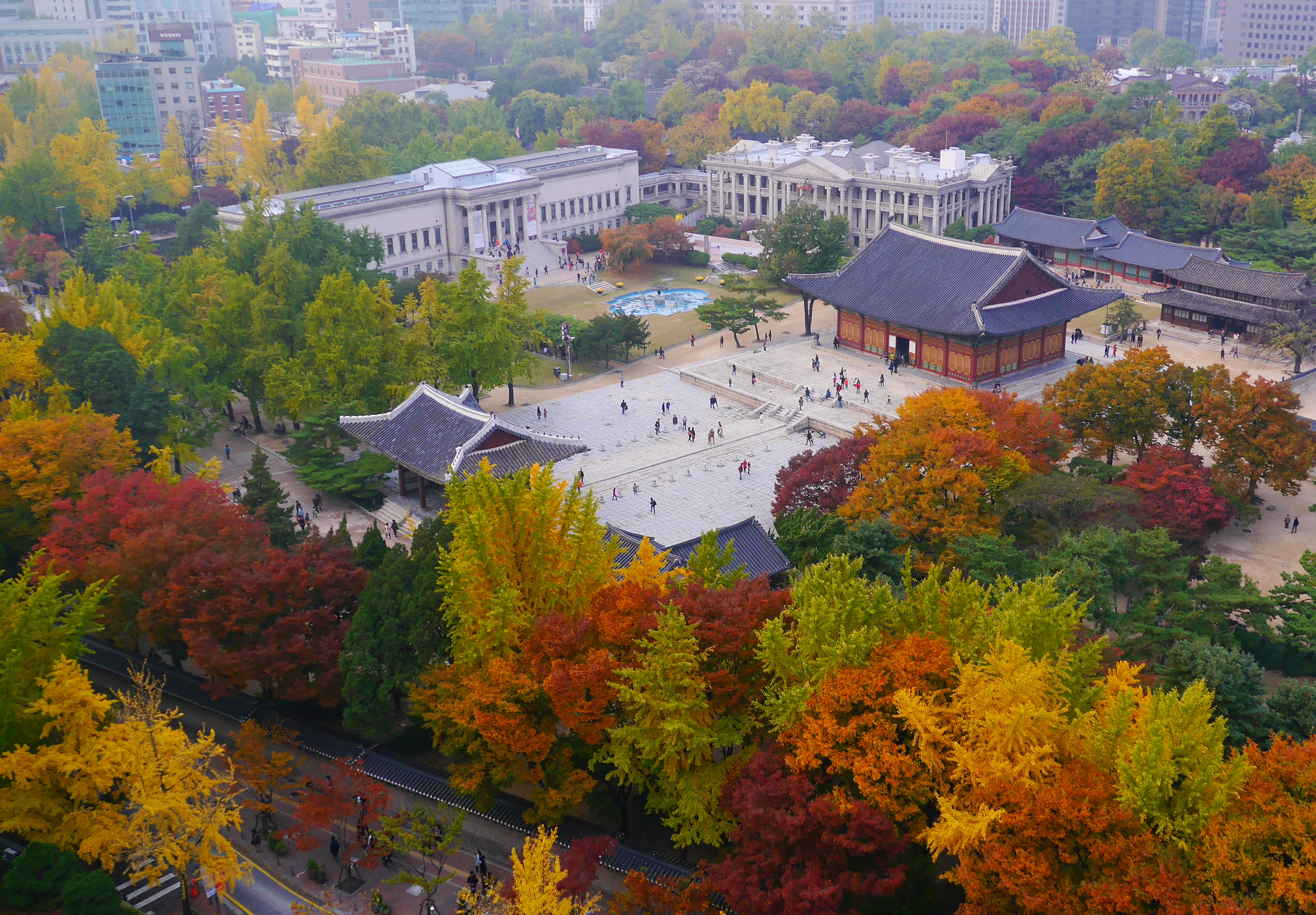
Cung Đức Thọ, Seoul, Hàn Quốc, nơi từng được sử dụng làm nơi ở của vương thất Triều Tiên đến cuối thế kỉ 19.

Hệ thống cụm dầm chia, kết cấu quan trọng của các tòa nhà về cấu trúc và mỹ quan, được phát triển tuân theo chức năng về kết cấu, đồng thời biểu thị vẻ đẹp trang trọng và độc đáo của nghệ thuật kiến trúc Triều Tiên. Các đồ trang trí trong kiến trúc và ý nghĩa tượng trưng của nó đã đa dạng và phong phú hơn. Các kiến trúc sư ở thời kỳ này có ý định biểu lộ một ý chí mạnh mẽ để hình thành nên một phong cách bản địa trong kiến trúc và cố gắng dùng mọi kiểu vật dụng trang trí. Điều này đã đạt được một âm sắc giao hưởng với những phương pháp tổ hợp kiến trúc có độ tương phản cao giữa sáng và tối, giữa sự đơn giản và phức tạp và cuối cùng đã đạt đến đỉnh điểm của sự tinh tế trong kiến trúc. Khuynh hướng biểu cảm kiến trúc của thời hậu kỳ nhà Triều Tiên gợi nhớ lối biểu cảm tương tự của phong cách Baroque và Rococo ở phương tây.

## Khoa học và kỹ thuật

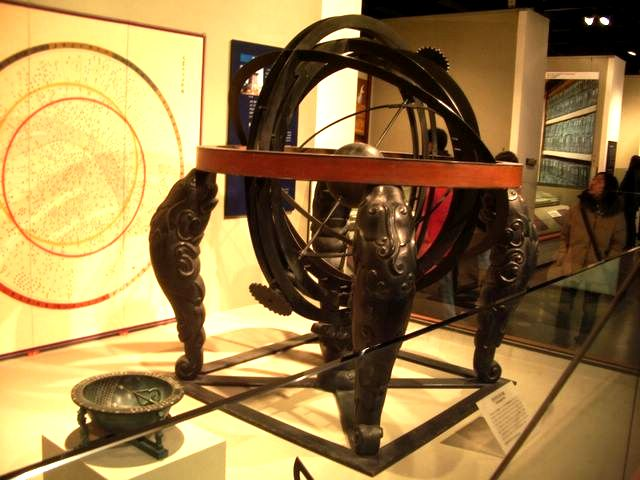
Quả thiên cầu Triều Tiên (hỗn thiên nghi - honcheonui, 혼천의, 渾天儀 được chế tạo lần đầu tiên bởi nhà khoa học Tưởng Anh Thực dưới thời Thế Tông nhà Triều Tiên.

Nhà Triều Tiên dưới triều đại Triều Tiên Thế Tông là giai đoạn phát triển rực rỡ của khoa học kỹ thuật. Dưới chính sách mới của Thế Tông cho phép tiện dân (ch'ŏnmin, 천민, 賤民) như Tưởng Anh Thực (Chang Yŏngsil, 장영실, 蔣英實) làm việc cho triều đình. Tưởng là một trong những nhà phát minh nổi tiếng nhất của Triều Tiên. Khi còn trẻ, ông đã chế tạo các loại máy móc giúp công việc của người thợ được dễ dàng hơn như cống và các đường ống thông nhau. Cuối cùng, Tưởng được cho phép cư ngụ trong vương cung để dẫn dắt một nhóm các nhà khoa học nghiên cứu phát triển khoa học cho Triều Tiên.
Một vài trong số các phát minh của ông là đồng hồ nước tự động (tự gõ) gọi là Chagyŏngnu (tự kích lậu, 자격루, 漏壶)được phát minh vào năm 1434, vận hành bằng cách kích hoạt các chuyển động của các miếng gỗ để hiển thị trực quan thời gian. Tiếp theo đó, Tưởng Anh Thực phát triển một kiểu đồng hồ nước phức tạp hơn được gắn thêm nhiều thiết bị thiên văn, đồng thời ông cũng cải tiến kiểu máy in tự hành bằng kim loại được chế tạo trước đó dưới thời nhà Cao Ly. Kiểu máy in mới không chỉ có chất lượng tốt hơn mà còn nhanh gấp hai lần. Những phát minh khác gồm thủy kế và vũ lượng kế.
Cũng dưới thời nhà Triều Tiên, Hứa Tuấn (Hŏ Chun, 허준, 許浚), một vị thái y của triều đình đã sáng tạo nhiều bài thuốc, nhưng thành tựu đáng kể nhất của ông là tác phẩm Đông y bảo giám (Tongŭi pogam, 동의보감, 東醫寶鑑) thường được xem như là những bài thuốc cơ bản của y học cổ truyền Triều Tiên. Tác phẩm này được truyền bá sang Trung Quốc và Nhật Bản, những nơi mà cho đến ngày nay vẫn xem tác phẩm này như là một trong những tác phẩm kinh điển của nền y học phương Đông.
Điểm son của thiên văn học Triều Tiên dưới thời nhà Triều Tiên là sự sáng tạo ra các quả thiên cầu của những nhà khoa học như Tưởng Anh Thực, thiết bị này khi đặt cùng với nhau, bất kể ngày đêm, cho phép cập nhật vị trí của mặt trời, Mặt Trăng và các ngôi sao. Sau đó, với quả thiên cầu khuê biểu (Kyup'yo, 규표, 圭表) còn có thể đo sự thay đổi thời gian theo sự biến đổi từng mùa.
Đỉnh cao của sự tiến bộ về thiên văn và lịch được thực hiện dưới thời vua Thế Tông là Thất chánh toán (Ch'iljŏngsan, 칠정산, 七政算), chế tạo theo những phép tính đã được biên dịch dựa trên đường đi của 7 vật thể trên trời (5 hành tinh quan sát được, mặt trời và Mặt Trăng) được phát triển vào năm 1442. Công trình này giúp các nhà khoa học tính toán và dự đoán chính xác tất cả các hiện tượng cơ bản trên trời như nhật thực và các chuyển động tinh tú khác. Hỗn thiên thời kế (Honch'ŏnsigye, 혼천시계, 渾天時計) là một đồng hồ thiên văn do Tống Dĩ Dĩnh (Song I-yŏng, 송이영, 宋以穎) chế tạo vào năm 1669. Đồng hồ có một quả cầu nằm bên trong các vòng kim loại có đường kính 40 cm. Quả cầu được kích hoạt bởi một cơ cấu đồng hồ hoạt động, sẽ chỉ vị trí của vũ trụ cho ở bất cứ thời điểm nào.
Cương lý đồ (Kangrido, 강리도, 疆理圖) - tên đầy đủ: Hỗn nhất cương lý lịch đại quốc đô chi đồ - một bản đồ thế giới của Triều Tiên được thiết lập năm 1402 (năm thứ hai dưới triều đại vua Thái Tông) bởi Kim Sĩ Hành (Kim Sa-hyŏng, 김사형, 金士衡), Lý Mộ (Yi Mu, 이무, 李茂) và Lý Nạo (Yi Hoe, 이회, 李撓). Bản đồ được thiết lập từ sự tổng hợp các bản đồ Nhật Bản, Triều Tiên và Trung Quốc.
Áo giáp mềm chống đạn đầu tiên, miên chế bội giáp (Myŏnje Paegap, 면제배갑, 綿製背甲), được phát minh vào những năm 1860 dưới thời nhà Triều Tiên, một thời gian ngắn sau chiến dịch quân sự của người Pháp chống Triều Tiên. Hưng Tuyên Đại Viện Quân ra lệnh phát triển áo giáp chống đạn vì những mối đe dọa ngày càng gia tăng từ quân đội các nước phương Tây. Kim Cơ Đẩu (Kim Ki-Tu (김기두, 金箕斗) và Khương Nhuận (Kang Yun, 강윤, 姜潤) nhận thấy sợi bông nếu đủ dày có thể bảo vệ chống đạn và đã sáng chế ra những bộ áo giáp chống đạn được làm từ 30 lớp sợi bông. Loại áo giáp này được sử dụng tại chiến trường trong cuộc viễn chinh của Hoa Kỳ đến Triều Tiên, khi hải quân Hoa Kỳ tấn công đảo Giang Hoa vào năm 1871. Quân đội Hoa Kỳ đã lấy được một bộ áo giáp và đem về nước, tại đây nó được bảo tồn tại Bảo Tàng Smithsonian cho đến năm 2007. Bộ giáp sau đó được trả lại cho Triều Tiên và hiện nay được trưng bày công cộng.

## Kinh tế

### Thương nghiệp
Vào thời nhà Cao Ly, Triều Tiên có một mối quan hệ thông thương vững chắc với người Ả Rập, Nhật Bản, Trung Quốc và Mãn Châu. Một ví dụ về hải cảng thương mại quốc tế phồn thịnh là Bình An Nam (P'yŏngannam, 평안남, 平安南). Người Triều Tiên trao đổi gấm thêu kim tuyến, đồ trang sức, sâm, tơ lụa và đồ gốm sứ vốn lừng danh khắp thế giới. Tuy nhiên, đến thời nhà Triều Tiên, Nho giáo được công nhận là quốc giáo và, trong tiến trình loại bỏ đức tin bền vững vào đạo Phật, gốm sứ xanh Cao Ly (Koryŏ Ch'ŏngcha, 고려청자, 高麗青瓷) được thay thế bằng gốm sứ trắng Bách Tế (Paekche, 백제, 百濟), loại này không được người Trung Hoa và Ả Rập ưa chuộng. Hơn nữa, việc mua bán trong thời gian này bị cấm đoán nhiều hơn nhằm phát triển nông nghiệp. Thêm vào đó, yêu cầu cống nạp thường xuyên của Trung Hoa đã đẩy chính sách của Triều Tiên đến chỗ ngừng sản xuất nhiều loại vật dụng xa xỉ (ví dụ như vàng, bạc...) và chỉ nhập khẩu lượng cần thiết từ Nhật Bản.  Do bạc được dùng làm tiền ở Trung Hoa nên nó đóng vai trò quan trọng trong mậu dịch Triều - Trung.

## Hoàng gia cuối cùng

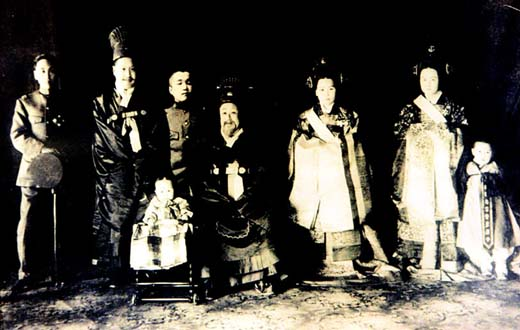
Tấm hình này được chụp vào khoảng năm 1915 (thực tế là hình ghép từ nhiều hình cá nhân được chụp trong thời gian người Nhật không cho phép họ ở cùng phòng vào cùng một thời gian và một vài người bị buộc phải rời Triều Tiên) cho thấy những thành viên sau đây của vương thất, từ trái sang: hoàng tử Nghĩa Thân Vương Lý Cương (Ŭich'inwang Yi Kang, 의친왕 이강, 義親王李堈), con trai thứ sáu của vua Cao Tông; Thuần Tông - Long Hi Đế (Sunjong - Yonghŭije, 순종 융희제, 純宗 隆熙帝), húy là Lý Chích (Yi Ch'ŏk, 이척, 李坧), con trai thứ hai và là vị vua cuối cùng của nhà Triều Tiên; thái tử Anh Thân Vương Lý Ngân (Yŏngch'inwang Yi Ŭn 영친왕 이은, 英親王 李垠), con trai thứ bảy; Cao Tông, vua cha; Thuần Trinh Hiếu Hoàng hậu (Sunjŏng Hyo, 순정효, 純貞孝), đương kim hoàng hậu của vua Thuần Tông; Deogindang Gimbi, vợ của Nghĩa Thân Vương; và Lý Kiện (Yi Kŏn, 이건, 李键), con trai cả của Nghĩa Thân Vương. Cô bé ngồi ở hàng trước là Đức Huệ Ông Chúa (Tŏkhye Ongju, 덕혜옹주, 德惠翁主) con út của vua Cao Tông.

Sau cuộc xâm lăng và sự thôn tính "mặc nhiên" Triều Tiên của người Nhật vào năm 1910, các hoàng tử và công chúa của vương thất bị buộc phải đến Nhật để được cải tạo và lập gia đình. Người thừa kế ngai vàng, thái tử Anh Thân Vương Lý Ngân cưới Nashimoto-no-miya Masako (Lê Bổn Cung Phương Tử, 梨本宮方子; tên Triều Tiên: Lý Phương Tử - I Pangja, 이방자, 李方子) và có hai người con trai, vương tử Lý Tấn (I Chin, 이진, 李晋) và Lý Cửu (I Ku, 이구, 李玖). Anh của Anh Thân Vương là hoàng tử Nghĩa Thân Vương Lý Cương có 12 người con trai và 9 người con gái từ nhiều thê thiếp khác nhau.
Thái tử Lý Ngân mất vị thế của mình tại Nhật vào cuối Thế chiến thứ 2 và trở về Triều Tiên vào năm 1963 theo lời mời của Chính phủ Cộng hòa. Ông bị đột quỵ khi máy bay đáp xuống Seoul và được đưa ngay vào bệnh viện. Ông đã không thể hồi phục và qua đời vào năm 1970. Anh trai của thái tử, hoàng tử Nghĩa Thân Vương Lý Cương mất vào năm 1955 và người dân Triều Tiên chính thức xem sự kiện này như là sự chấm hết của dòng dõi vương tộc.
Hiện nay, vương tử Lý Tích (I Sǒk, 이석, 李錫) là một trong hai người thừa tự ngôi vị nhà Triều Tiên. Ông là con trai thứ mười của Nghĩa Thân Vương Lý Cương (hoàng tử thứ năm của vua Cao Tông) và hiện là giáo sư dạy môn lịch sử tại Đại học Chŏnju (Đại học tư thục Toàn Châu, 전주대학교, 全州大學校)- Hàn Quốc. Ngoài ra, còn nhiều con cháu dòng tộc sinh sống khắp Hoa Kỳ, Canada và Brasil hoặc đang lập nghiệp nơi khác bên ngoài Triều Tiên.
Ngày nay, nhiều ngôi mộ của con cháu hoàng tộc vẫn còn tồn tại trên đỉnh núi tại Dương Châu (Yangju, 양주, 楊州). Căn cứ theo phả hệ được khắc trên bia mộ, có thể cho rằng những người này thuộc dòng dõi vị vua vĩ đại của nhà Triều Tiên, vua Thành Tông (vị vua thứ 9 của nhà Triều Tiên). Ngọn núi này hiện đang là sở hữu của một thành viên hoàng tộc tên là Lý Viên (Yi Wŏn, 이원, 李圓) sinh năm 1958.

## Tước hiệu và tôn xưng

### Thời kỳ vương quốc
- Vương (wang, 왕, 王) chỉ nhà vua, với danh xưng điện hạ (chŏnha, 전하, 殿下). Cách xưng hô tuy không đúng lắm nhưng vẫn thông dụng là mã mã (mama, 마마, 媽媽). Trước khi cách xưng hô điện hạ được sử dụng, có nhiều cách xưng hô khác nhau dành cho nhà vua. Các danh xưng theo tiếng địa phương như naratnim (나랏님) và imgŭm (임금) cũng được dùng một cách thông dụng. Để ám chỉ các vị vua đời trước, người ta dùng các cách gọi tiên đại vương (sŏndaewang, 선대왕, 先大王) hay đại vương (taewang, 대왕, 大王); danh xưng quốc vương (kugwang, 국왕, 國王) được dùng với các công sứ nước ngoài; và quần thần trong triều cần nói về nhà vua lúc nhà vua không có mặt, nghĩa là cần phải trịnh trọng hơn, danh xưng được dùng là kim thượng (kŭmsang, 금상, 今上), chúa thượng (chusang, 주상, 主上), thượng giám (sanggam, 상감, 上監), hay đại điện (taejŏn, 대전, 大殿). Vương hiệu giữ nguyên cho mọi cách xưng hô ngoại trừ một số bà vợ góa của các ông vua đã thoái vị chỉ được gọi hoặc đề cập đến nhà vua mà không được dùng vương hiệu của ông.
- Vương phi (wangbi, 왕비, 王妃), vợ chính thức của nhà vua, được gọi là mã mã. Danh xưng theo cách gọi trong triều là trung cung điện (chunggungjŏn, 중궁전, 中宮殿) hay trung điện (chungjŏn, 중전, 中殿). Các bà vợ vẫn còn hôn ước với nhà vua đến khi qua đời có chung một tước hiệu gồm tiền tố là hai từ Hanja và hậu tố theo thông lệ là vương hậu (wanghu, 왕후, 王后), nếu bị phế truất thì không có tước hiệu mà chỉ được gọi là Phế phi.
- Thượng vương (sangwang, 상왕, 上王), vua tự nguyện thoái vị nhường ngôi cho con trai mình. Họ thường còn nhiều ảnh hưởng và đôi khi đầy quyền lực trong suốt những năm còn lại của cuộc đời. Danh xưng được dùng là điện hạ (chŏnha, 전하, 殿下) hay ít thường xuyên hơn nhưng vẫn còn thông dụng là mã mã.
- Thượng vương phi (sangwangbi, 상왕비, 上王妃), vương phi của nhà vua khi nhà vua đó thoái vị nhường ngôi chứ không phải qua đời, thì không được gọi là Vương Đại phi mà gọi là Thượng vương phi, nhưng trong lịch sử vương tước này chưa từng được sử dụng lần nào, khi các vị Quốc vương nhượng vị thì vương phi của họ sử dụng tước vị Đại phi thay vì Thượng vương phi.
- Vương đại phi (wangdaebi, 왕대비, 王大妃) hay gọi tắt Đại phi (taebi, 대비, 大妃), tước vị dành cho Vương phi của tiên vương, vương phi có thể là đích mẫu hoặc sinh mẫu của tân vương, cách xưng hô là mã mã, chỉ có chính thất Vương phi mới có thể nhận tước hiệu này, cho dù là Vương tử con trai của hậu cung kế vị, hậu cung đó cũng không thể được tôn làm Đại phi, mà chỉ thêm mỹ hiệu gồm hai từ vào hậu tố "cung", ví dụ Dực Tường Cung. Các bà đại phi thường nỗ lực tìm mọi cách gây ảnh hưởng đến nhà vua mang lợi ích về cho gia tộc ngoại thích của mình thông qua quyền nhiếp chính của họ, điều này thường xảy ra khi nhà vua còn quá nhỏ không thể tự mình cai trị đất nước hay đơn giản thông qua vai trò người mẹ hoặc ngay cả chỉ là vai trò của một nữ nhân trưởng thượng có quan hệ với nhà vua. Khi trong vương cung có đồng thời 3 vị quá phụ vương phi, thì cấp bậc khi đó sẽ được định rằng: "Đại vương Đại phi", "Vương đại phi" và sau đó là "Đại phi"
- Thái thượng vương (t'aesangwang, 태상왕, 太上王), một vị vua thoái vị từ bỏ quyền lực trước đời thượng vương. Danh xưng được dùng là điện hạ (chŏnha, 전하, 殿下) hay ít thường xuyên hơn nhưng vẫn còn thông dụng là mã mã.
- Đại vương đại phi (taewangdaebi, 대왕대비, 大王大妃), vợ cũ của vua trên vương đại phi một đời hay bà nội (tổ mẫu) hoặc bà cố của nhà vua đang trị vì, đôi khi còn là đích mẫu, cách xưng hô là mã mã.
- Đại viện quân (大院君 대원군 taewŏn'gun), cha của vua nhưng là người không thể lên ngôi vua vì không phải là người thuộc đời kế vị ngai vàng (các vị vua được vinh danh tại Tông Miếu Vương gia - chongmyo, 종묘, 宗廟 - phải là đời cao nhất của ngôi vị hiện tại được thờ tại đây). Có nhiều trường hợp các vương tử nắm quyền nhiếp chính cho con trai của mình, người cuối cùng làm điều này là nhiếp chính Hưng Tuyên Đại Viện Quân.
- Phủ đại phu nhân (pudaebuin, 부대부인, 府大夫人), mẹ của nhà vua có cha không phải là vua, thường là phu nhân của Đại viện quân
- Phủ viện quân (puwŏn'gun, 부원군, 府院君), thân phụ của vương phi (nhạc phụ của nhà vua).
- Phủ phu nhân (pubuin, 부부인, 府夫人), thân mẫu của vương phi (nhạc mẫu của nhà vua).
- Quân (kun, 군, 君), con trai của nhà vua và phi tần thuộc nội mệnh phụ hay con của một vương tử. Danh xưng được dùng là agissi (아기씨) - tiểu vương tử trước khi kết hôn và đại giám (taegam, 대감, 大監) sau khi kết hôn.
- Quận phu nhân (kunbuin, 군부인, 郡夫人), vợ của quân.
- Đại quân (taegun, 대군, 大君), vương tử con của nhà vua và các vương phi. Danh xưng được dùng là agissi (아기씨) - tiểu vương tử - trước khi kết hôn và đại giám (taegam, 대감, 大監) sau khi kết hôn. Tước hiệu của một vương tử không được truyền cho con cái.
- Phủ phu nhân (府夫人 부부인 pubuin), vợ của đại quân.
- Nguyên tử (wŏnja, 원자, 元子), con trai trưởng của nhà vua trước khi được tấn phong vương thế tử, cách xưng hô là mã mã. Nói chung, nguyên tử là con đầu của nhà vua và vương phi nhưng vẫn có nhiều ngoại lệ khi tước hiệu nguyên tử được trao cho con trai đầu của nhà vua với thiếp thất, trường hợp đáng chú ý nhất là vào thời vua Túc Tông.
- Vương thế tử (wangseja, 왕세자, 王世子) người kế vị ngai vàng, con trưởng của nhà vua thường được ưu tiên phong tước vị này so với các đứa con khác nếu hạnh kiểm của anh ta không có vấn đề gì lớn, cách xưng hô đơn giản là thế tử (seja, 世子, 세자) được dùng thường xuyên thay cho tên họ kèm theo danh xưng để hạ (chŏha, 저하, 邸下). Kém trịnh trọng hơn nhưng vẫn được dùng trong ngôn ngữ triều chính là danh xưng đông cung (tonggung, 동궁, 東宮) hay xuân cung (ch'un'gung, 춘궁, 春宮) và cách xưng hô mã mã được sử dụng xen kẽ với danh xưng thế tử mặc dù danh xưng này thường được dùng vô tình bởi những thành viên lớn hơn trong vương tộc.
- Vương thế tử tần (wangsejabin, 왕세자빈, 王世子嬪), vợ của vương thế tử, hay ngắn gọn hơn Thế tử tần (sejabin, 세자빈, 世子嬪) hay Tần cung ("Pingung", 嬪宮), với cách xưng hô manora (마노라) hay manura (마누라). Sau đó, cách gọi mã mã và manora hay manura trở nên không phân biệt rõ ràng vì sự ảnh hưởng của phái An Đông Kim, cách xưng hô mã mã cũng được dùng để gọi vương thế tử tần. Cách xưng hô mã mã cũng được dùng để chỉ đại quân, quân, công chúa hay ông chúa là vì cùng lý do như vậy.
- Công chúa (kongju, 공주, 公主), con gái của nhà vua với vương phi, cách xưng hô là agissi (아기씨) - tiểu công chúa - trước khi lập gia đình và chaga (자가) - phu nhân - sau khi lập gia đình.
- Ông chúa (ongju, 옹주, 翁主), con gái của nhà vua với phi tần thuộc nội mệnh phụ, cách xưng hô là agissi (아기씨) - tiểu ông chúa - trước khi lập gia đình và chaga (자가) - phu nhân - sau khi lập gia đình.
- Vương thế đệ (wangseje, 왕세제, 王世弟), em trai của nhà vua, người sẽ được thừa kế ngai vàng nếu nhà vua không có con nối dõi.
- Vương thế tôn (wangseson, 왕세손, 王世孫), con trai của vương thế tử và vương thế tử tần và là cháu đích tôn của nhà vua, cách xưng hô là cáp hạ (hapha, 합하, 閤下).

### Thời kỳ đế quốc
- Hoàng đế (hwangje, 황제, 皇帝), nhà vua, cách xưng hô là bệ hạ (pyeha, 폐하, 陛下).
- Hoàng hậu (hwanghu, 황후, 皇后), chánh thất của hoàng đế.
- Hoàng thái hậu (hwangt'aehu, 황태후, 皇太后), vợ góa của vua cha.
- Thái hoàng thái hậu (t'aehwangt'aehu, 태황태후, 太皇太后), bà của nhà vua.
- Hoàng thái tử (hwangt'aeja, 황태자, 皇太子), người kế vị ngai vàng, con trai cả của hoàng đế, cách xưng hô là điện hạ.
- Hoàng thái tử phi (hwangt'aejabi, 황태자비, 皇太子妃), vợ chính thức của hoàng thái tử.
- Thân vương (ch'inwang, 친왕, 親王), hoàng tử, con trai hoàng đế.
- Thân vương phi (ch'inwangbi, 親王妃 친왕비), vợ của thân vương.
- Công chúa, con gái của hoàng đế với hoàng hậu.
- Ông chúa, con gái của hoàng đế với phi tần.